# Кендалл (округ, Иллинойс)
Ке́ндалл (англ. Kendall County) — округ в штате Иллинойс, США. Официально образован в 1841 году. По состоянию на 2010 год, численность населения составляла 114 736 человека.

## География
По данным Бюро переписи США, общая площадь округа равняется 833,981 км2, из которых 828,801 км2 — суша, и 2,000 км2, или 0,610 %, — это водоёмы.

## Население
По данным переписи населения 2000 года в округе проживает 54 544 жителя в составе 18 798 домашних хозяйств и 14 963 семей. Плотность населения составляет 66,00 человек на км2. На территории округа насчитывается 19 519 жилых строений, при плотности застройки около 24-х строений на км2. Расовый состав населения: белые — 92,88 %, афроамериканцы — 1,32 %, коренные американцы (индейцы) — 0,19 %, азиаты — 0,88 %, гавайцы — 0,02 %, представители других рас — 3,38 %, представители двух или более рас — 1,34 %. Испаноязычные составляли 7,49 % населения независимо от расы.
В составе 41,7 % из общего числа домашних хозяйств проживают дети в возрасте до 18 лет, 68,8 % домашних хозяйств представляют собой супружеские пары, проживающие вместе, 7,5 % домашних хозяйств представляют собой одиноких женщин без супруга, 20,4 % домашних хозяйств не имеют отношения к семьям, 16,4 % домашних хозяйств состоят из одного человека, 6,1 % домашних хозяйств состоят из престарелых (65 лет и старше), проживающих в одиночестве. Средний размер домашнего хозяйства составляет 2,89 человека, и средний размер семьи 3,27 человека.
Возрастной состав округа: 29,5 % — моложе 18 лет, 7,5 % — от 18 до 24, 32,4 % — от 25 до 44, 22,1 % — от 45 до 64, и 22,1 % — от 65 и старше. Средний возраст жителя округа — 34 года. На каждые 100 женщин приходится 98,7 мужчин. На каждые 100 женщин старше 18 лет приходится 95,9 мужчин.
Средний доход на домохозяйство в округе составлял 64 625 USD, на семью — 69 383 USD. Среднестатистический заработок мужчины был 50 268 USD против 30 415 USD для женщины. Доход на душу населения составлял 25 188 USD. Около 2 % семей и 3,00 % общего населения находились ниже черты бедности, в том числе — 3,5 % молодежи (тех, кому ещё не исполнилось 18 лет) и 4,5 % тех, кому было уже больше 65 лет.